# Politica dell'acqua
La politica dell'acqua è l'attività di pianificare, sviluppare, distribuire e ottimizzare le risorse idriche.
Il consumo di acqua nel mondo è diseguale. Dividendolo per il numero degli abitanti, si registra che per ogni abitante degli Stati Uniti c'è un consumo di 380 litri di acqua al giorno; per ogni italiano circa 150 litri, mentre in diversi paesi africani il consumo idrico non supera i 20 litri per abitante. Ciò dipende naturalmente dal diverso sviluppo, nei Paesi che abbiamo ricordato, dell'agricoltura e dell'industria, che quanto più sono sviluppate, tanto più richiedono l'uso di acqua.

## La risorsa idrica e la sua gestione
L'acqua è una risorsa estremamente abbondante sulla Terra , ma la gran parte di essa non è immediatamente disponibile per gli usi umani.
Dell'acqua presente negli oceani e nelle acque superficiali, una piccola parte è messa in moto dall'energia solare attraverso l'evaporazione e partecipa al ciclo dell'acqua, precipitando nuovamente al suolo.
La gran parte di quest'ultima aliquota non costituisce risorsa idrica in quanto evapora nuovamente dal suolo o è intercettata dalla vegetazione, oppure defluisce verso il mare in breve tempo e non è dunque disponibile con continuità nell'anno. L'acqua precipitata al suolo che è immagazzinata in strati di terreni permeabili, i quali ne rallentano il deflusso verso il mare, rappresenta invece la risorsa idrica, potenzialmente accessibile con continuità per gli usi antropici.
Tale quantità è per l'Italia il 7% delle precipitazioni, e si distingue in risorsa disponibile (2,5%) cioè quella che affiora spontaneamente in sorgenti e dà vita ai corsi d'acqua, e risorsa potenziale (4,5%) che resta in falda ed è potenzialmente emungibile mediante pozzi.
Gli utilizzi della risorsa variano molto da un Paese all'altro in relazione alle attività produttive prevalenti. Per l'Italia gli utilizzi principali sono quello irriguo (45%), industriale (20%), energetico (15%) e ovviamente quello idropotabile (20%), cioè l'acqua utilizzata per gli usi domestici.
Il fabbisogno idrico potabile, valutabile in media in circa 220 litri al giorno per persona in Italia, è comprensivo di consumo umano (10%), igiene personale (30%), scarico del WC (30%) e altri usi domestici (30%), quali lavastoviglie, lavatrice, innaffiamento giardini, ecc.

### L'evoluzione della gestione della risorsa idrica

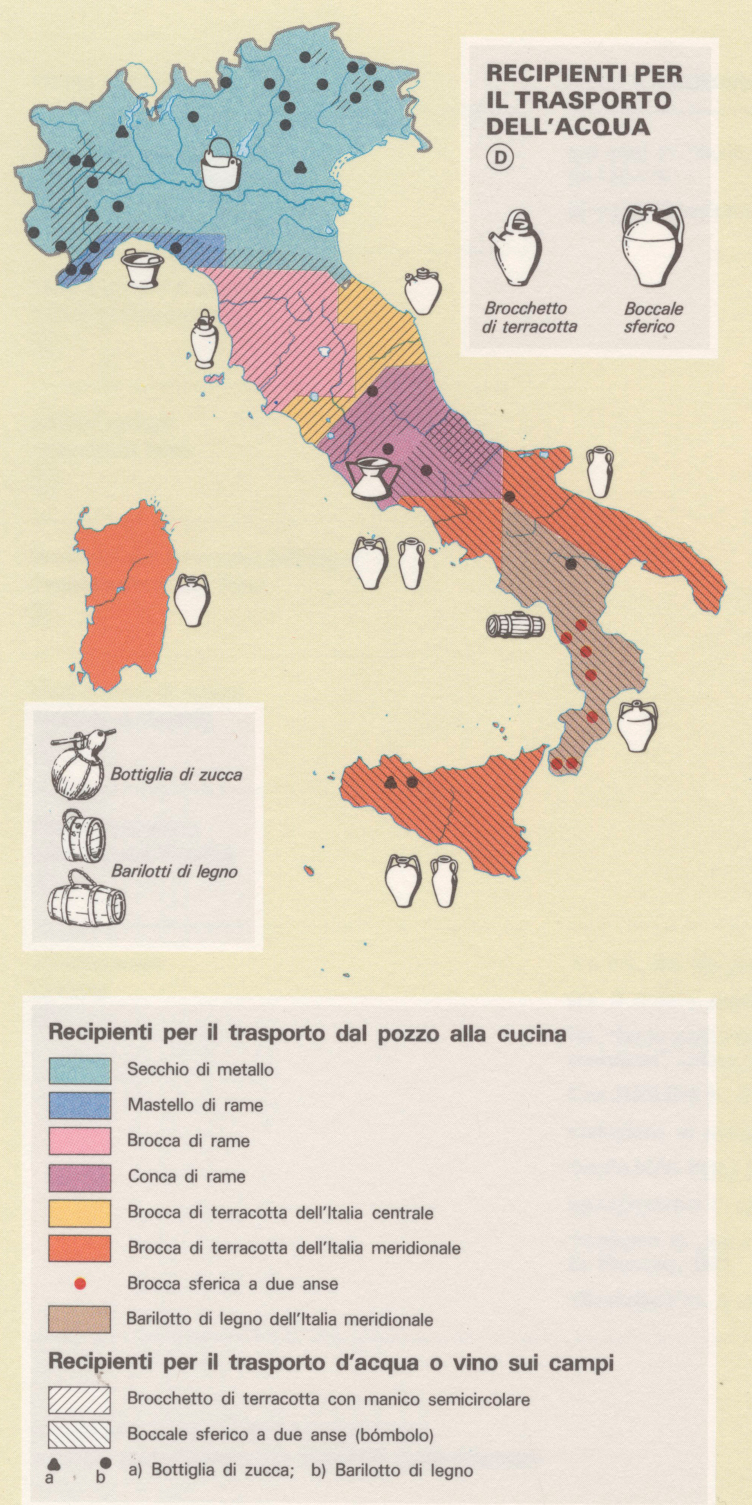
Recipienti tradizionali per il trasporto dell'acqua in Italia.

È un dato storico noto che i primi insediamenti umani siano sorti in prossimità delle sorgenti di acqua e dei fiumi, e le prime civiltà organizzate siano nate attorno ai fiumi essenzialmente per l'esigenza di organizzare collettivamente la gestione della risorsa idrica: così in Mesopotamia, Egitto, India, per la necessità di canalizzazione delle acque fluviali.
La costruzione di acquedotti a gravità, introdotti in Europa dai Romani, ha permesso di allontanare l'insediamento urbano dalle fonti primarie di acque. L'acqua veniva trasportata attraverso canali a pelo libero e convogliata in cisterne dalle quali veniva sollevata manualmente, con secchi o pompe idrauliche avviate a braccia; gli acquedotti di questo tipo sono rimasti in esercizio fino al XIX secolo.
Lo sviluppo della metallurgia nel XIX secolo ha permesso la realizzazione di acquedotti in pressione, che convogliano l'acqua all'interno di condotti chiusi, conservandone l'energia potenziale gravitazionale sotto forma di pressione e consentendo così di portare l'acqua anche in salita e quindi fino a casa propria.
Ciò rappresenta un miglioramento anche dal punto di vista igienico, in quanto il sistema precedente poteva determinare facilmente la contaminazione delle acque addotte con le acque reflue.
Naturalmente, la realizzazione di acquedotti in pressione poteva avvenire soltanto grazie ai finanziamenti di grandi investitori privati (ad es. banche), e pertanto i primi acquedotti furono realizzati nei grandi centri urbani, in cui era prevedibile il ritorno dell'investimento, come ad esempio nella città di Londra dove l'acquedotto in pressione fu realizzato nel 1854.
Negli anni trenta del XX secolo, tuttavia, si è diffusa la coscienza dell'importanza strategica della risorsa idrica e la proprietà delle acque è diventata pubblica.
Parimenti, negli stessi anni, si è diffusa la coscienza della necessità di garantire l'accesso universale al servizio idrico, per motivi igienici e umanitari, con l'obiettivo cioè di portare l'acqua in tutte le case, cosa che il mercato da solo non è in grado di realizzare, in quanto il costo iniziale dell'infrastruttura è molto alto e il prezzo che l'investitore dovrebbe imporre per rientrare dall'investimento fatto non incontrerebbe la disponibilità a pagare dei potenziali utenti, per i quali risulterebbe più conveniente economicamente raggiungere a piedi la fonte d'acqua.
Ai costi dell'infrastruttura, si aggiungono poi i costi di esercizio dovuti alla manutenzione, all'energia spesa per il sollevamento e l'allontanamento dei reflui e alla necessaria depurazione, costi che in molti contesti non urbani non erano sostenibili.
In Europa, si è potuto quasi portare a termine, nel corso degli ultimi cinquant'anni, l'obiettivo dell'allacciamento di tutta popolazione alla rete idrica, soltanto grazie all'intervento di capitali statali, nonché grazie al contributo del Piano Marshall nel secondo dopoguerra.
Nei Paesi in via di sviluppo, in mancanza di risorse economiche pubbliche, la Banca internazionale per la ricostruzione e lo sviluppo finanzia progetti per infrastrutture idriche avendo come vincolo economico il rientro del capitale investito attraverso la loro gestione.
Questi investimenti risultano spesso fallimentari, dato che in questi Paesi la gran parte della popolazione non può pagare le tariffe previste e l'infrastruttura realizzata risulta accessibile soltanto ai più ricchi, incontrando sovente le proteste di parte della popolazione.
Diversi movimenti nella società civile di questi Paesi rivendicano il diritto all'acqua come uno dei fondamentali diritti umani, rivolgendosi contro le compagnie private, come le francesi Vivendi, Suez e Saur o la tedesca Rwe/Thames water.
Un esempio è quanto avvenuto in Bolivia, dove nel 1999 la Banca Internazionale per la Ricostruzione e lo Sviluppo impose la privatizzazione della rete idrica alla città di Cochabamba come condizione per un prestito di 25 milioni di dollari. La conseguenza della privatizzazione è stata un aumento delle tariffe fino al 400%, con un'incidenza sul salario medio di un boliviano del 20%. Questa situazione ha portato nel 2000 a violenti scontri di piazza e alla ripubblicizzazione del servizio idrico nazionale.
Parimenti, non sono mancate le personalità di rilievo che hanno prospettato la necessità di un nuovo Piano Marshall per finanziare con capitale pubblico l'infrastrutturazione nei Paesi in via di sviluppo.
La realizzazione di questo obiettivo, che richiederebbe un maggiore sforzo economico da parte dei Paesi ricchi, incontra ostacoli da parte di analoghi movimenti della società civile in questi Paesi, che lottano per ottenere la gratuità del servizio idrico integrato a casa propria.

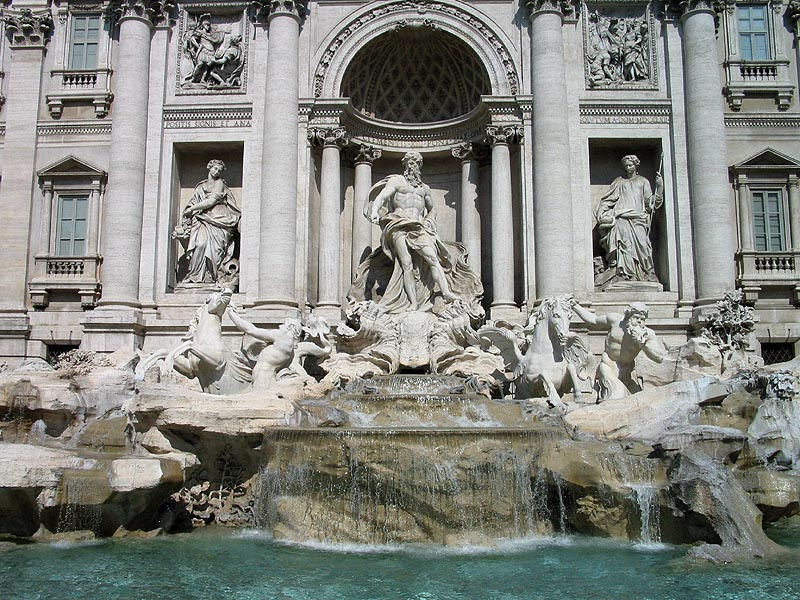
La Fontana di Trevi

## La normativa pubblica sulle acque in Italia

### La competenza pubblica sulla risorsa idrica
In Italia, la prima legge che ha definito le acque pubbliche, disciplinandone l'uso secondo criteri di salvaguardia dell'interesse generale, è stato il regio decreto 2644 del 10 agosto 1884, che individuava i criteri in base ai quali una risorsa dovesse essere considerata pubblica e stabiliva che:
specificando quale titolo legittimo quello dell'antico uso, cioè un uso continuativo e dimostrabile per almeno un trentennio precedente la data di pubblicazione della legge.
Fino al 1994, la legge generale di riferimento è stato il R.D. 1775/1933 - Testo unico sulle acque pubbliche, che riordinava le leggi emanate in materia a partire dal suddetto R.D. 2644/1884.
Il Testo unico sulle acque pubbliche stabiliva che:

### Il diritto universale all'acqua potabile
Un'altra legge importante per il settore idrico è stato il R.D. 27 luglio 1934, n. 1265 - cd. Testo unico sulle leggi sanitarie, che istituiva l'obbligo, a carico dei Comuni, isolatamente oppure organizzati in consorzi volontari, di essere forniti di acque pure, con ciò di fatto la legge rendeva l'approvvigionamento idrico e il servizio idrico universale (a favore cioè di tutti i cittadini) un vero obbligo di legge, mentre prima infrastrutture idrauliche erano state realizzate soltanto nelle città più grandi e a seguito di occasioni particolari, come la realizzazione dell'Acquedotto per Napoli (1881).
Per effetto del T.U. sulle leggi sanitarie, i comuni avevano l'onere, qualora non disponessero di adeguata risorsa idrica nel proprio territorio, di presentare allo Stato progetti per la realizzazione di infrastrutture per l'approvvigionamento idrico, come bottini di captazione, campi pozzi, gallerie, adduttrici in pressione, ecc.
Tali opere, a seguito di approvazione da parte del governo centrale, erano finanziati dalla Cassa depositi e prestiti o dalla Cassa del Mezzogiorno e realizzati a spese dello Stato, e restavano di proprietà statale.
L'assetto del governo delle risorse idriche così avviato era dunque bipolare: da una parte lo Stato, attraverso la Cassa DDPP o del Mezzogiorno, si occupava degli investimenti e restava il proprietario dell'infrastruttura, dall'altra il Comune era il beneficiario-richiedente dell'opera e si occupava della sua gestione operativa, direttamente (cioè in economia) o attraverso società municipali ad hoc, oppure anche mediante consorzi di Comuni.
Tale sistema (spesa per investimenti statale, gestione operativa comunale) rispondeva a quanto normato in generale dall'art. 822 del Codice Civile, che attribuiva al demanio dello Stato non soltanto le acque pubbliche, ma anche le infrastrutture realizzate mediante finanziamenti statali:
L'assetto rimase invariato anche nel dopoguerra, quando furono avviate molte infrastrutture, beneficiando lo Stato Italiano anche dei finanziamenti del Piano Marshall.
Per regolare le priorità di investimento e dare un'indicazione di progetto del fabbisogno da garantire a ciascun Comune d'Italia attraverso l'infrastrutturazione, su disposizione della legge n. 129 del 1963, fu redatto il Piano regolatore generale degli acquedotti (Prga) approvato poi a mezzo DM del 16 marzo 1967. L'obiettivo del Prga era la valutazione di un fabbisogno idrico comunale, da assumere come riferimento per la progettazione delle opere, che tenesse conto anche dello sviluppo demografico prevedibile per il futuro, con proiezione a 50 anni (2015) attraverso un'opportuna funzione di crescita, e inoltre con dotazioni pro capite differenziate per classi idrografiche di appartenenza dei Comuni; per le sette maggiori città furono effettuate valutazioni separate.

### La salvaguardia della risorsa idrica
A seguito dell'istituzione delle Regioni, negli anni '70, molte delle competenze sulle infrastrutture idriche dallo Stato si trasferiscono ad esse, avviando un processo che sarebbe stato completato nei decenni seguenti dalle leggi Bassanini e dalla riforma del titolo V della Costituzione.
La crescita dei consumi idrici e la conseguente dispersione in ambiente di sempre maggiori quantità di reflui determina l'esigenza di migliorare la copertura del territorio anche per quanto riguarda i servizi di raccolta, collettamento e depurazione delle acque reflue, e di normare con attenzione la disciplina degli scarichi, nell'ottica di un utilizzo della risorsa idrica più attento alle problematiche ambientali.
A tal fine, la legge 319 del 1976, cd. legge Merli, stabilisce la disciplina degli scarichi nei corpi idrici ricettori e a mare, ripartendo le competenze in materia tra Stato, Regioni ed Enti locali e disponendo una ricognizione generale dello stato di fatto.
Successivamente con la legge 183/1989 per il riassetto organizzativo e funzionale della difesa del suolo sono stati individuati i bacini idrografici dei principali corpi idrici ricettori, di interesse nazionale, regionale ed interregionale e sono state istituite le Autorità di bacino ad essi preposte.
La legge stabilisce anche le misure che le Autorità di Bacino devono intraprendere per la conoscenza dello stato qualitativo dei corpi idrici e per il miglioramento della loro tutela, considerando anche il servizio idrico urbano come uno dei carichi inquinanti che devono sottostare ai vincoli della tutela dei corpi idrici.
Con questa legge l'asse della politica dell'acqua si sposta dal garantire il diritto all'accesso umano all'acqua alla tutela della risorsa idrica nel suo complesso, cioè con un'ottica anche alla conservazione nel tempo del patrimonio naturale.

### La sostenibilità finanziaria della gestione
Molte gestioni locali presentavano sistematicamente chiusure di bilancio negative, puntualmente ripianate da trasferimenti statali con il criterio del rimborso a piè di lista, mentre la tariffazione del servizio agli utenti era a prezzi sociali e forfettari, cioè senza misurazione del consumo effettivo a mezzo di contatori, ma con pagamento in base al numero di persone residenti o di rubinetti dichiarati.
Inoltre in molte gestioni la tariffazione sociale - spesso neppure adeguata per tenere conto dell'inflazione - si univa all'incremento dei costi operativi dovuto al crescente degrado delle infrastrutture (obsolescenza degli impianti di pompaggio, con rendimenti decrescenti, obsolescenza degli adduttori e delle reti distributive, con crescenti aliquote di acqua dispersa, ecc.) sicché il deficit tra costi e ricavi non solo persisteva ma cresceva negli anni.
Ciò era dovuto anche alla difficoltà degli Enti locali a reperire i fondi per eseguire in proprio gli investimenti necessari (ammodernamento degli impianti, sostituzione di condotte ecc.) unite alla ritrosia nel disporre incrementi di tariffa per far fronte all'ammodernamento di opere che restavano di proprietà statale e non locale e i cui benefici si sarebbero comunque osservati soltanto a lungo termine.
Per ovviare a questa situazione, comune a molte gestioni di servizi pubblici locali (acqua, trasporti, gas, ecc.), già a partire dagli anni ottanta si tenta di affermare il principio della sostenibilità finanziaria della gestione, mediante il passaggio dal sistema di rimborso dei costi "a piè di lista" al criterio del "costo standard", che incontra però molte resistenze.
Soltanto con la legge 142/90, di ordinamento delle autonomie locali, furono ammesse modalità di gestione più adeguate a quei servizi pubblici locali che abbiano fini sociali e rilevanza economica: ferma restando la gestione in economia per i servizi di entità modesta, si stabiliva la separazione giuridica e contabile tra l'ente locale e l'ente strumentale adibito alla gestione, quest'ultimo nella forma di istituzione o in quella di azienda speciale, in entrambi i casi di diritto pubblico; l'ente locale avrebbe avuto la funzione di indirizzo e controllo a fini di tutela dell'interesse generale, mentre l'ente strumentale avrebbe avuto l'obiettivo del pareggio di bilancio sotto i vincoli imposti dall'ente locale:
(art. 23 commi 4 e 6)
La legge ammetteva anche la trasformazione dell'azienda speciale in un'azienda a capitale misto pubblico-privato, purché comunque a maggioranza dell'ente locale, e consentiva altresì la possibilità di affidamento del servizio in concessione, ove ciò risultasse conveniente da un punto di vista economico-gestionale e sociale.

### La gestione integrata del servizio idrico

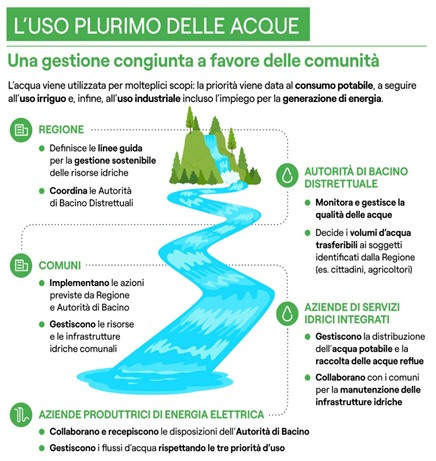
L'uso plurimo delle acque.

Un riassetto complessivo della normativa del settore arriva con la legge "Galli" n.36 del 5 gennaio 1994.
Nei principi generali, la legge ha esteso la tutela pubblica a tutte le acque, senza bisogno dell'iscrizione in appositi registri, ed ha applicato ad esse il criterio di sostenibilità dell'uso, cioè un uso che non comprometta la trasmissione della risorsa ai posteri:
Qualsiasi uso delle acque è effettuato salvaguardando le aspettative e i diritti delle generazioni future a fruire di un integro patrimonio ambientale.
Gli usi delle acque sono indirizzati al risparmio e al rinnovo delle risorse per non pregiudicare il patrimonio idrico, la vivibilità dell'ambiente, l'agricoltura, la fauna e la flora acquatiche, i processi geomorfologici e gli equilibri idrologici»
(art. 1 commi 1,2,3)
In pratica, si affidava alle Autorità di bacino (cfr. L. 183/89) il compito di stabilire le quantità di acqua che possono essere sottratte all'ambiente, nel rispetto del vincolo ambientale, per soddisfare i diversi usi, in primo luogo quello idropotabile, e quindi il compito di aggiornare le precedenti disposizioni del PRGA redigendo i piani di bacino.
Un aspetto particolarmente innovativo della legge fu la disposizione dell'unicità della gestione del servizio idrico integrato, che include sia l'approvvigionamento, la potabilizzazione, l'adduzione e la distribuzione della risorsa idropotabile, sia la raccolta delle acque reflue, sia ancora la loro depurazione e restituzione all'ambiente. L'obiettivo era superare l'eccessiva frammentazione delle gestioni e realizzare maggiori economie di scala. La legge non include invece nel servizio idrico integrato il collettamento delle acque meteoriche e la depurazione delle acque di prima pioggia, prevedendo implicitamente la creazione di reti di collettamento duali (bianche e nere).
La legge n. 36/94 conserva anche la distinzione (cfr. L. 146/90) tra ente locale e società di gestione, e persegue l'efficientamento delle società di gestione mediante:
- la predisposizione da parte degli enti locali di piani di investimenti per ridurre le perdite in rete;
- l'installazione di contatori sulle singole unità abitative, al fine di responsabilizzare gli utenti al consumo e attribuire tariffe eque in base ai metri cubi consumati;
- l'individuazione di ambiti territoriali ottimali di gestione, sovracomunali, secondo criteri di continuità con i limiti amministrativi e del bacino idrografico, di superamento della frammentarietà delle gestioni e di raggiungimento di dimensioni gestionali che consentano economie di scala;
- la copertura, mediante la tariffa, dei costi di gestione del servizio idrico integrato, compresa la remunerazione del capitale investito, al fine di responsabilizzare il gestore anche sull'efficacia e la conservazione nel tempo delle infrastrutture.

La legge delegava alle Regioni la definizione degli ambiti territoriali ottimali, per ciascuno dei quali si sarebbe dovuta istituire l'Autorità di ambito territoriale ottimale (AATO), mediante consorziamento obbligatorio dei comuni ricadenti nell'ATO.
L'Autorità d'ambito è il gestore amministrativo dell'ATO, che ha il compito, in via preliminare, di fare una ricognizione della rete e degli impianti esistenti nel territorio, individuare gli interventi da effettuare, stabilire un piano finanziario degli investimenti e determinare la tariffa unica in base all'equilibrio con i costi di gestione e di investimento.
(art. 13 comma 2)
Dopo la fase ricognitiva, l'AATO deve predisporre l'affidamento alla società di gestione, stabilendo il regime giuridico tra quelli previsti dalla L. 142/90 e i termini della convenzione (come la durata, il livello di servizio da garantire, lo stato di conservazione delle opere da assicurare, le modalità di valutazione del rispetto della convenzione, le sanzioni in caso di inadempimenti, le regole di adeguamento delle tariffe, le condizioni di risoluzione della convenzione), e deve poi, per tutta la durata della convenzione, controllare e monitorare il rispetto dei vincoli da parte della società di gestione.
La L.36/94 è stata seguita dal D.P.C.M. del 4 marzo 1996 e dal D.Lgs. 152/1999, di attuazione di alcune direttive europee.
Il Testo unico in materia ambientale (D.Lgs 152/2006), che recepisce la direttiva quadro sulle acque (Wfd) 2000/60/CE, abrogando le leggi del settore, la L. 36/94 e la L. 183/89, ma ne ha conservato l'impostazione, ricopiando letteralmente molti articoli, conservando le Autorità d'ambito per la gestione del servizio idrico integrato, così come le Autorità di bacino per la tutela dei corpi idrici.

### La disciplina delle gare e la gestione in house
Alle aziende speciali (di diritto pubblico e perciò non soggette a tassazione dell'IVA) era stata concessa (cf. L. 142/90) la possibilità di trasformarsi in società di diritto privato, che hanno meno vincoli delle società di diritto pubblico (ad es. non sono obbligate ad assumere a seguito dell'indizione di un concorso pubblico, le tipologie di contratto di lavoro previste sono più flessibili, ecc.) ma sono di norma soggette alla tassazione degli utili.
Per favorire l'ingresso di capitali nel settore e la fusione delle gestioni nell'ottica di superamento della frammentazione, in un primo momento le società a maggioranza pubblica, anche se di diritto privato, erano state esentate dal pagamento dell'IVA in quanto nella pratica soggette comunque a vincoli sociali (ad es. non licenziare il personale in esubero), tuttavia ciò è stato vietato dalla disciplina antitrust nel momento in cui tali società entravano in competizione con società private per l'affidamento di servizi in concessione.
Infatti, il quadro disposto dalle L. 142/90 e L. 36/94 prevedeva la possibilità per l'ente locale (cioè l'Autorità d'ambito) di indire un affidamento del servizio idrico integrato mediante gara ad evidenza pubblica. Tale procedimento ricade nella competenza della disciplina europea antitrust, che stabilisce che i lavori pubblici e servizi devono essere affidati secondo principi di concorrenza e libero mercato.
Ovviamente la concorrenza è costituita dalla competizione per l'ottenimento dell'affidamento, e non durante il periodo di esecuzione dei lavori o di erogazione dei servizi, si parla cioè di concorrenza per il mercato e non di concorrenza nel mercato. Infatti, la stipula della convenzione definisce una situazione di monopolio legale a vantaggio della società di gestione concessionaria, si tratta però di un monopolio cui il concessionario monopolista ha avuto accesso previa concertazione con l'ente appaltante in una situazione di competizione con altri aspiranti concessionari.
In pratica, dunque, gli obblighi di convenzione stabiliti dall'ente appaltante fissano in partenza i livelli di prestazione che la società di gestione deve garantire, gli investimenti da effettuare e le tariffe da imporre agli utenti, restando eventuali adeguamenti tariffari a discrezione esclusiva dell'ente appaltante. Pertanto le leve del profitto della società di gestione sono limitate al solo contenimento dei costi operativi, tanto più che la disciplina antitrust inibisce qualsiasi forma di trasferimenti statali o altre agevolazioni, fiscali o di altro tipo, a vantaggio della società di gestione.
Non tutte le Autorità d'ambito hanno messo a gara il servizio idrico integrato. La maggior parte di esse, anzi, pur avendo operato la separazione contabile con la società di gestione, ha affidato direttamente a quest'ultima il servizio (gestione in house).
Alcune società di gestione in house hanno tuttavia ottenuto l'affidamento anche di altre gestioni partecipando alle gare ad evidenza pubblica indette da altre AATO.
L'Unione europea ha censurato anche questa possibilità come violazione della disciplina antitrust, stabilendo che le società che esercitano la gestione in house non possono partecipare alle gare ad evidenza pubblica indette da altre AATO né cedere alcuna quota del proprio capitale ad altri soggetti, pubblici o privati.
Tali criteri sono stati definiti in particolare a partire dalla sentenza Teckal srl contro Comune di Viano (1999), ma situazioni contrarie a questo principio si erano già verificate, come dimostrano i casi di Acea, Hera, Iren, che sono state quotate in borsa, hanno venduto sul mercato parte delle loro quote azionarie, ed hanno ottenuto affidamenti presso altri ATO senza invece competere per l'affidamento della gestione nel proprio ATO originario.
Nel complesso l'obiettivo della L. 36/94 di riduzione della frammentarietà è stato ottenuto, essendosi ridotte le società di gestione da circa 13.500 nel 1994 a circa 700 nel 2012, di cui le principali ed ufficialmente censite sono soltanto 72. Circa i tre quarti delle gestioni sono rimaste in house, incluse le situazioni in cui la società in house non è più interamente pubblica e/o ha ottenuto affidamenti anche presso altri ATO.
L'art. 23 della L. 113/2008 (Legge finanziaria), modificato dal D.l. 135/2009, aveva stabilito, nel caso di società di gestione "in house" con bilanci in rosso al netto dei trasferimenti statali, l'obbligo di colmare il deficit con capitali privati (mediante la quotazione in borsa o il partenariato pubblico-privato), oppure di indire delle gare ad evidenza pubblica. Ciò ha suscitato una notevole resistenza da parte dell'opinione pubblica, che temeva la forzata privatizzazione del gestore, ed attraverso il referendum del 12-13 giugno 2011 (primo quesito) ha ottenuto l'abrogazione di tale norma. A seguito del tentativo, attraverso il D.L. 138/2011, di ripristinare parzialmente la norma abrogata, la Corte Costituzionale ha stabilito nel luglio 2012 che secondo la volontà popolare "l’affidamento ai privati è una facoltà e non un obbligo".

### L'istituzione di un'autorità di regolazione unitaria
Il D.L. 2/2010 (L. 42/2010) ha modificato l'art. 2 comma 186-bis della legge 191/2009, disponendo la soppressione delle Autorità d'ambito territoriale ottimale previste agli artt. 148-201 del D.Lgs. 152/2006, nel termine di un anno dall'entrata in vigore della legge, stabilendo che entro tale termine "le Regioni attribuiscano con legge le funzioni da esse esercitate, nel rispetto dei principi di sussidiarietà, differenziazione e adeguatezza". Il termine è stato successivamente prorogato al 31 dicembre 2012. L'abolizione rispondeva all'obiettivo principale di superare la frammentarietà degli enti regolatori sul territorio nazionale e le conseguenti difformità regolatorie da un ambito territoriale all'altro, attribuendo le competenze di controllo all'ambito regionale.
Il D.L. 70/2011 (L. 106/2011) estendeva le competenze della "Commissione nazionale per la vigilanza sulle risorse idriche" (Co.Vi.R.I.) prevista all'art. 161 del D.Lgs. 152/2006 con la funzione di vigilare "alla tutela dell'interesse degli utenti, alla regolare determinazione e adeguamento delle tariffe, nonché alla promozione dell'efficienza, dell'economicità e della trasparenza nella gestione dei servizi idrici", istituendo in sua vece l'"Agenzia nazionale per la regolazione e la vigilanza in materia di acqua" che ne ereditava le precedenti competenze ed aveva anche funzioni regolatorie.
Il D.L. 201/2011 (L. 214/2011), successivo al referendum abrogativo del giugno 2011, soppresse tale Agenzia, attribuendone "le funzioni di regolazione e controllo dei servizi idrici" alla preesistente Autorità per l'energia elettrica e il gas (AEEG), "con i medesimi poteri attribuiti all'Autorità stessa dalla legge 14 novembre 1995 n. 481". Le autorità di ambito distrettuali sono state quindi sottoposte all'attività normativa unitaria dell'AEEG su scala nazionale. Il ruolo di garanzia dei cittadini da parte dell'ente di controllo appariva in questo modo rafforzato, avendosi un'unica autorità nazionale in luogo di molteplici autorità distrettuali sul territorio.
A seguito della definizione delle funzioni conferitele in materia idrica, da parte del DPCM 20 luglio 2012 e dell'art. 34 comma 29 del DL 179/2012, l'Autorità ha intrapreso un'attività di regolazione nel settore tariffario, con la delibera n. 585 del 28 dicembre 2012, che ha introdotto un metodo tariffario unificato per i servizi idrici, poi completato dalla delibera n. 88 del 28 febbraio 2013. Il metodo elaborato dall'AEEG fu contestato dai comitati referendari in quanto reintrodurrebbe, come "costo della risorsa finanziaria", la "remunerazione del capitale investito dal gestore" che era stata abrogata dal referendum (secondo quesito).
Successivamente l'Autorità ha avviato la valutazione dei piani di investimenti previsti a livello distrettuale per l'ammodernamento del sistema infrastrutturale, con la delibera 319 del 18 luglio 2013, stabilendo i criteri per individuare il fabbisogno di investimenti infrastrutturali nei diversi distretti (ATO) e i relativi piani finanziari a copertura degli stessi. Ne emerge una valutazione degli investimenti necessari in 65 miliardi di euro.
A partire dal 24 dicembre 2013, l'Autorità ha assunto la nuova denominazione di "Autorità per l'energia elettrica il gas ed il sistema idrico" (AEEGSI).
Dal 2017, la nuova denominazione è Autorità di Regolazione per Energia Reti e Ambiente (ARERA).

## La scarsità di acqua potabile

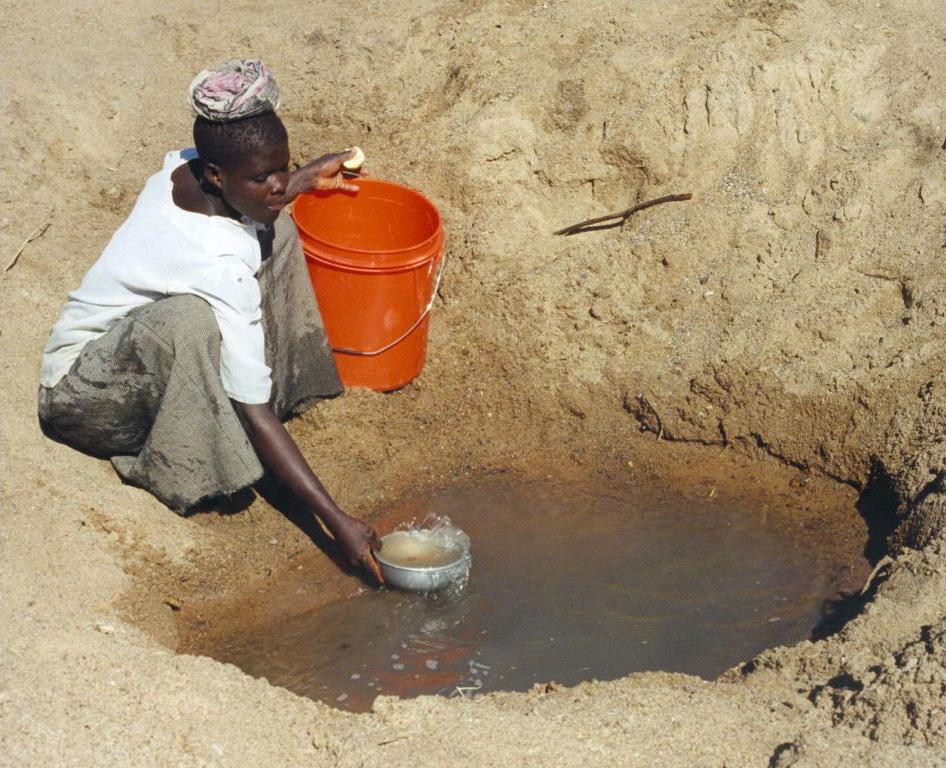
Approvvigionamento dell'acqua in un villaggio della Tanzania

A differenza di altri beni di primaria importanza, come il petrolio, il rame o il grano, l'acqua non è sostituibile nella maggior parte dei suoi impieghi e non è economicamente conveniente il suo trasporto a distanze superiori a qualche centinaio di chilometri.
A causa della crescita delle attività umane, la disponibilità di acqua potabile per persona sta diminuendo. La negazione sempre più diffusa del diritto all'acqua ha conseguenze terribili.
All'inizio del terzo millennio si calcolava che oltre un miliardo di persone non avesse accesso all'acqua potabile e che il 40% della popolazione mondiale non potesse permettersi il lusso dell'acqua dolce per una minima igiene. 
 La conseguenza è che nel 2006 trentamila persone sono morte ogni giorno nel mondo per cause riconducibili alla mancanza d'acqua.

Inoltre il World Water Development Report dell'UNESCO nel 2003 indica chiaramente che nei prossimi vent'anni la quantità d'acqua disponibile per ogni persona diminuirà del 30%.
 Per questo l'acqua è una risorsa strategica per molti Paesi.

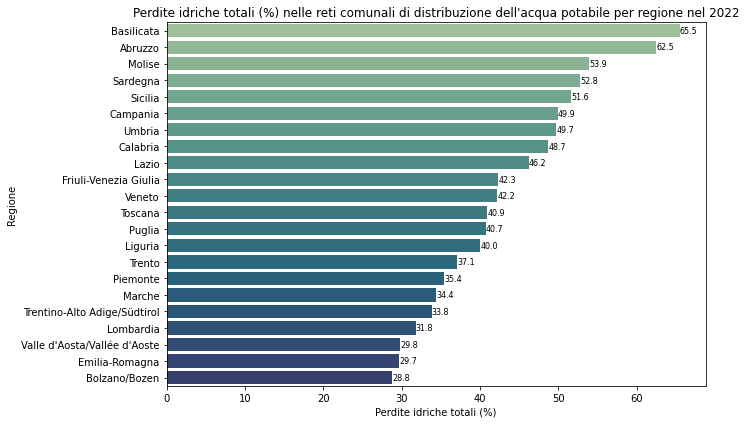
Fonte : [https://www.istat.it/it/archivio/295148 Istat

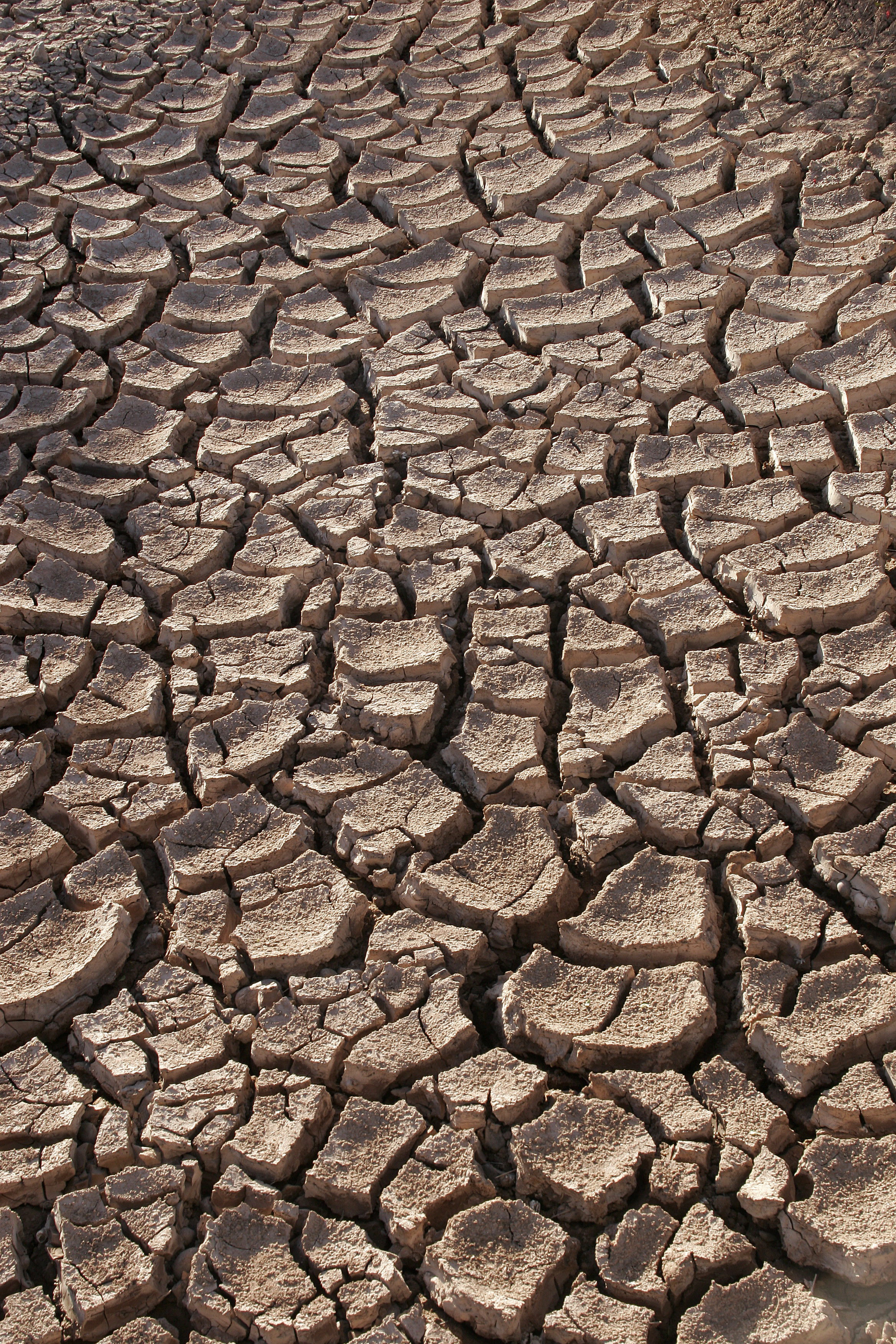
Deserto di Sonora, Messico

Ismail Serageldin, vicepresidente della Banca Mondiale, nel 1995 affermò: “Se le guerre del Ventesimo secolo sono state combattute per il petrolio, quelle del Ventunesimo avranno come oggetto del contendere l'acqua”.
Ad oggi molti popoli sono stati coinvolti in una lunga successione di conflitti, armati e politici, per l'accesso all'acqua. Forti tensioni governano alcuni rapporti diplomatici proprio per il controllo sulle riserve acquifere. Dal conflitto indo-pakistano in Punjab alla Turchia dove nel 1989 l'allora primo ministro Turgut Özal minacciò di tagliare la fornitura d'acqua alla Siria se non avesse espulso il Partito dei Lavoratori del Kurdistan (PKK). Dal conflitto per le acque del Nilo tra Egitto ed Etiopia all'idro-jihad lanciata dalle popolazioni nomadi del Tigri e dell'Eufrate contro il gigantesco progetto fluviale di Saddam Hussein.
In Medioriente l'apartheid dell'acqua a danno dei palestinesi alimenta il conflitto con Israele, che occupa dal 1967 la Cisgiordania e le alture del Golan e, dopo aver occupato dal 1982 al 2000 la cosiddetta "fascia di sicurezza" nel Libano meridionale, è ancora presente nella zona del Libano meridionale detta "Fattorie di Sheb'a", attraverso la quale passano i fiumi Wazzani e Hasbani, che alimentano il fiume Giordano. Il Giordano, a sua volta, alimenta il Lago di Tiberiade, principale fonte di acqua dolce per Israele e Giordania.

### Dati sull'acqua potabile in Italia

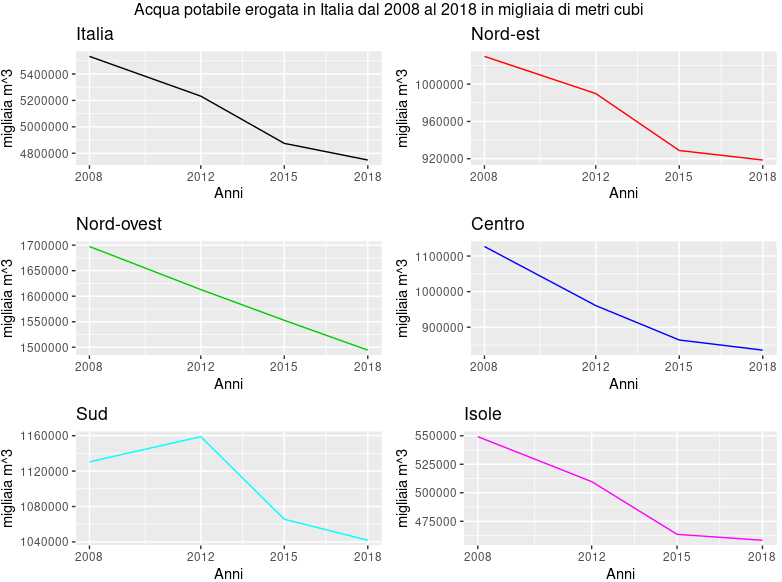
Fonte : [http://dati.istat.it/Index.aspx?DataSetCode=DCCV_CONSACQUA Istat

### Il dibattito sulle soluzioni

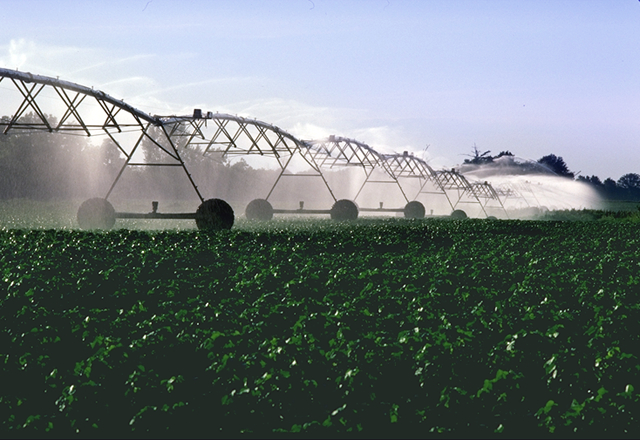
Impianto di irrigazione in una piantagione di cotone

Il problema della diminuzione delle riserve acquifere ha tre soluzioni praticabili: 
- un deciso aumento della produzione;
- una migliore distribuzione;
- un minore spreco.

L'acqua pulita è quotata come il petrolio del futuro. L'acqua dolce, ora più preziosa che mai per il suo uso estensivo in agricoltura, nelle manifatture ad alta tecnologia e per la produzione di energia idroelettrica, sta pian piano acquisendo l'attenzione della gente per una gestione più intelligente e un uso sostenibile.
L'acqua salata non è adatta a nessuna delle suddette applicazioni. Il sale elimina la fertilità dei terreni, impedendo successivi raccolti; incrosta le turbine e le pale di una centrale, e in generale i componenti meccanici di un'industria manifatturiera.

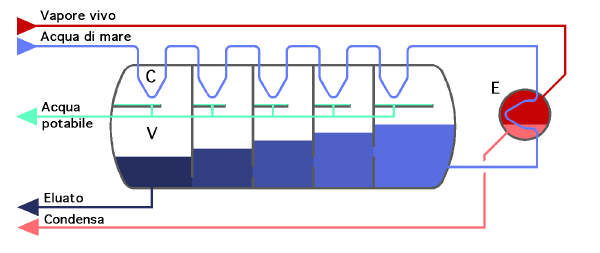
Schema di un dissalatore multiflash, utilizzato per il trattamento dell'acqua di mare

L'utilizzo dell'acqua salata di mari e oceani (oltre un miliardo e mezzo di metri cubi Archiviato il 17 febbraio 2020 in Internet Archive.) potrebbe risolvere definitivamente il problema della siccità nel mondo, se si riuscisse a ricavarne acqua dolce. La tecnica di desalinizzazione più usata e meno costosa, al momento, utilizza l'osmosi inversa, ma è comunque dispendiosa dal punto di vista energetico (6 kWh/m³ di acqua). Fra le ipotesi discusse, si è pensato all'utilizzo di reattori nucleari per alimentare gli impianti, oppure ad un eolico off-shore in cui le pale al largo nel mare forniscono l'energia che serve ai desalinizzatori sottostanti per depurare l'acqua e pomparla fino alla costa.
Israele è un Paese pioniere nel trattamento delle acque reflue e marine, ed ha raggiunto una percentuale del 13% del fabbisogno idrico nazionale soddisfatta dalla desalinazione. Il costo al metro cubo di acqua desalinizzata è sceso sotto i 57 centesimi di euro, divenendo competitivo con quello della acqua dolce pompata direttamente fino alle utenze finali.
Ad Ashkelon, a sud di Tel Aviv, si trova il più grande desalinizzatore al mondo con una portata di 100 milioni di metri cubi di acqua potabile all'anno. L'acqua marina è pompata all'interno di 3000 cartucce contenenti ciascuna 37 m² di membrane, ad una pressione di 72 bar, con la quale metà dell'acqua diviene dolce e potabile, cedendo il proprio contenuto di sale al restante di 50% che ricade in mare con una salinità raddoppiata.
I governi di molti Paesi hanno programmato di distribuire l'acqua ai bisognosi gratuitamente . Altri sostengono che il meccanismo del mercato e della libera iniziativa privata sia più adeguato alla gestione di questa preziosa risorsa e al finanziamento per la costruzione di pozzi, cisterne e dighe.
I contrari alla privatizzazione temono che questa porti con sé forti rincari dei prezzi. L'acqua, come altri prodotti o servizi essenziali alla vita, è un bene a domanda scarsamente elastica rispetto a variazioni del prezzo, e che dunque consente ampi margini di rincaro. Il confronto con un prodotto indiretto e di mercato altrettanto diffuso, come quello delle acque minerali, che costano un multiplo dell'acqua del rubinetto, mostra che i cittadini accetterebbero notevoli variazioni del prezzo, che già pagano acquistando l'acqua in bottiglia.
Un argomento portato dai sostenitori della privatizzazione delle acque, è che una gestione non pubblica porterebbe efficienza nella produzione, distribuzione e impiego dell'acqua dolce: la rarità del bene e un prezzo, anche più alto, che tenesse conto del suo reale valore dovrebbero indurre i consumatori al risparmio idrico, la concorrenza fra società idriche, per ottenere in esclusiva la gestione in un certo territorio, tramite un quadro regolatorio e ritorni certi, e specifiche richieste in questo senso nei bandi di gara, dovrebbe incoraggiare gli investimenti di lungo periodo, spingere all'ammodernamento degli impianti e alla riduzione delle perdite negli acquedotti.
Bandi di gara annuali rappresentano un elemento di incertezza e disincentivo per investimenti che hanno tempi di ritorno molto lunghi. Al contrario, concessioni decennali farebbero passare da un monopolio pubblico a uno privato, molto più costoso per i cittadini. A sostegno di questa tesi, valga dire che l'acqua è un monopolio naturale e le infrastrutture idriche sono un costo non replicabile, almeno nel medio-lungo periodo, pianificandosi investimenti ingenti con un orizzonte di ripagamento trentennale. I tempi di ripagamento si possono naturalmente abbreviare, rimodulando però verso l'alto le tariffe per gli utenti.
I contrari sostengono che senza una legge sul servizio universale idrico e l'obbligo di inserire nei bandi di gara clausola a protezione dei centri svantaggiati e dei meno abbienti, viene meno la garanzia per tutti i cittadini del godimento pieno e continuativo di un servizio essenziale alla vita. Il privato potrebbe interrompere la fornitura ai clienti meno abbienti che non pagano, ovvero decidere di non servire una località, perché i ricavi non coprono i costi operativi. Gli ambiti territoriali ottimali cesserebbero di esistere e con essi ogni possibilità di controllo governativo sui prezzi, non potendo per il diritto antitrust nessun'autorità pubblica imporre dei prezzi amministrati a soggetti privati.
Le normative italiane vigenti non prevedono la creazione di un'authority nazionale per l'acqua, così come già esiste per altri servizi essenziali e di rilevanza economica generale, quali telecomunicazioni, gas e corrente elettrica. L'authority sarebbe l'unico ente pubblico con i poteri di fissare un massimale di riferimento alle tariffe per l'acqua; garantire una reale concorrenza in un servizio gestito tramite monopoli locali, che potrebbero avere durata oltre l'anno a seconda del quadro regolatorio; la definizione di un servizio minimo universale da fornire a tutti e ovunque,; una fascia di reddito agevolata o del tutto esente le cui bollette sono finanziate dai clienti a reddito più alto; attribuire un compenso equi alle amministrazioni locali per la concessione in esclusiva del servizio, e alle comunità dove sorgono gli acquedotti per lo sfruttamento "non potabile" delle loro risorse sorgive, per la quantità d'acqua sottratta al consumo per usi industriali o produzioni agricole di cui non beneficia il territorio locale. La Costituzione prevede che la Repubblica rimuova gli ostacoli alla piena realizzazione della persona (art. 3) e, altrove, che le comunità montane siano equamente indennizzate per lo sfruttamento delle risorse.
Non esiste nemmeno una disciplina del conflitto di interessi che vieti ai produttori di acque minerali il controllo di società che forniscono il servizio idrico. In simili casi, il produttore potrebbe degradare la qualità dell'acqua e la continuità del servizio, ovvero aumentare le tariffe al di sopra del prezzo dell'acqua in bottiglia.
La normativa italiana, soprattutto non afferma che l'acqua è un bene demaniale perché nasce e scorre su suolo pubblico, e come tale è proprietà dello Stato. Affermare la proprietà pubblica dell'acqua comporta che chiunque tragga profitto dalla gestione del servizio, eventualmente anche quale proprietari degli acquedotti, è tenuto a pagare un canone per le risorse che consuma.
Per i contrari, gestione privatistica non è nemmeno sinonimo di efficienza, almeno dal lato dei consumi. Per la loro natura tenderebbero a fare condizioni di favore ai clienti industriali e agricoli, che incidono su alte percentuali del loro fatturato; in un'ottica di profitto, e dato il potere contrattuale dei maggiori utenti di risorse idriche, è probabile l'adozione di schemi tariffari che prevedono sconti quantità, e in questo modo disincentivano il risparmio, premiando i maggiori consumatori di risorse idriche.
L'80% dell'acqua dolce è destinata all'agricoltura per l'irrigazione e all'industria, mentre solo una minima parte serve le utenze civili. Ma le tecnologie tradizionali in agricoltura generano uno spreco enorme: nelle ore calde, buona parte dell'acqua destinata all'irrigazione di aree aperte, evapora. Gli impianti tradizionali inoltre non rilevano l'umidità del terreno e se è satura la sua capacità di assorbimento, oltre la quale l'acqua irrigata evapora o si perde in superficie senza nutrire le coltivazioni, la percentuale di spreco è molto alta.

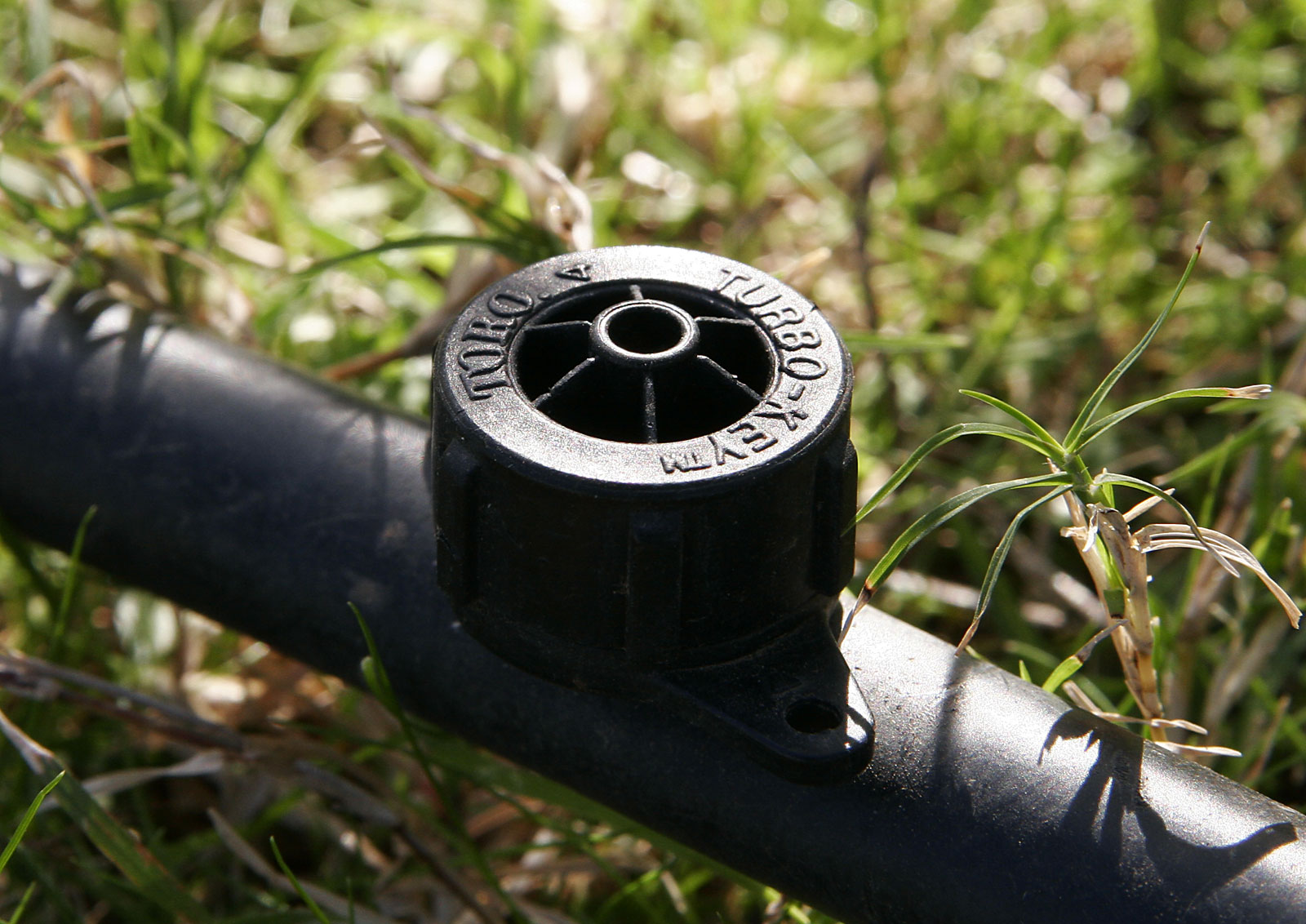
Dispositivo di irrigazione a goccia

Gli impianti di irrigazione a microgoccia sono una tecnologia che consente di abbattere di alcuni ordini di grandezza i consumi idrici in agricoltura, soprattutto se integrati con canalizzazioni per la microirrigazione interrate, che portano l'acqua direttamente alle radici delle piante, evitando le perdite per evaporazione e la dispersione nel terreno. Oltre all'acqua, arrivano micronutrienti e fosfati, abbattendo i rischi d inquinamento dei terreni e i costi di concimazione.
Anche nel caso dell'industria, vi sono margini di efficienza attraverso la depurazione degli scarichi e il riutilizzo delle acque reflue negli stessi impianti industriali o per l'irrigazione, contenendo le emissioni inquinanti nelle falde acquifere, dalle quali si attinge l'acqua potabile.
Alcune ulteriori fonti di risparmio idrico sono rappresentate dalla raccolta di acqua piovana in apposite cisterne, in particolare per l'irrigazione, dall'utilizzo di acqua di condensa ottenuta tramite deumidificatori o di altri sistemi in grado ad esempio di ricavare acqua dolce dalla condensa della nebbia.